# Eugene O'Brien
Eugene O'Brien (nascido Louis O'Brien, 14 de novembro de 1880 - 29 de abril de 1966) foi um ator do cinema mudo e de teatro norte-americano.

## Biografia
O'Brien nasceu em 14 de novembro de 1880 em Boulder, Colorado .
Ele estudou medicina na Universidade do Colorado em Boulder, mas sua vocação estava mais voltada para os palcos do que para a medicina . O'Brien mudou para a engenharia civil sob a orientação de sua família, mas seu coração ainda estava decidido a se tornar ator. Ele se mudou para Nova York e foi "descoberto" pelo empresário teatral Charles Frohman, que assinou contrato com O'Brien por três anos e o colocou em "The Builder of Bridges", que estreou na Broadway no Hudson Theatre em 26 de outubro de 1909.
O'Brien fez seu nome atuando ao lado de Ethel Barrymore, em um remake da peça "Trelawny of the Wells", de Sir Arthur Wing Pinero, que estreou no Empire Theatre no dia de Ano Novo de 1911.
O primeiro filme de O'Brien, "The Lieutenant Governor" da Essanay Film, no qual ele teve o papel de protagonista, foi apresentado no Teatro Curran de Boulder em fevereiro de 1915, dando à sua família a primeira oportunidade de vê-lo atuar. O executivo-chefe da World Film Corp. Lewis J. Selznick fez de O'Brien uma estrela da tela, colocando-o em uma adaptação de "The Moonstone", de Wilkie Collins . Posteriormente, ele foi o par romântico  algumas das principais estrelas femininas da época, incluindo Mary Pickford, Norma Talmadge e Gloria Swanson e se tornou um ídolo do cinema mudo.
Aposentou-se do cinema com a chegada dos filmes falados, fazendo seu último filme, "Faithless Lover", em 1928, aos 47 anos. Morreu em 29 de abril de 1966 em Los Angeles, Califórnia . Ele está enterrado no Forest Lawn Memorial Park de Glendale .

## Legado
Por sua contribuição à indústria cinematográfica, O'Brien recebeu uma estrela na Calçada da Fama de Hollywood, em Vine Street 1620 .

## Filmografia parcial
- The Scarlet Woman (1916)
- The Rise of Susan (1916)
- Poppy (1917)
- The Moth (1917)
- The Ghosts of Yesterday (1918)
- By Right of Purchase (1918)
- De Luxe Annie (1918)
- The Safety Curtain (1918)
- Her Only Way (1918)
- Under the Greenwood Tree (1918)
- Come Out of the Kitchen (1919)
- Sealed Hearts (1919)
- The Perfect Lover (1919)
- The Wonderful Chance (1920)
- Broadway and Home (1920)
- A Fool and His Money (1920)
- Is Life Worth Living? (1921)
- Chivalrous Charley (1921)
- Channing of the Northwest (1922)
- The Prophet's Paradise (1922)
- John Smith (1922)
- The Voice from the Minaret (1923)
- Secrets (1924)
- The Only Woman (1924)
- Graustark (1925)
- Siege (1925)
- Souls for Sables (1925)
- Fine Manners (1926)
- Flames (1926)
- The Romantic Age (1927)
- Faithless Lover (1928)

## 30em
1. ↑  Cinema Treasures | Hudson Theatre
2. ↑  Hudson Theater - New York City Landmark - JimsDeli NYC Guide
3. ↑  History Boulder Theater - Boulder, Colorado Arquivado em 2007-04-03 no Wayback Machine
4. ↑  Boulder Theater - Boulder, CO - Denver Post
5. ↑  «Eugene O'Brien | Hollywood Walk of Fame». www.walkoffame.com
6. ↑  «Eugene O'Brien». latimes.com